# شكرا للحياة
شكرا للحياة (بالإسبانية: Gracias a la vida)‏ هي أغنية للموسيقار التشيلية فيوليتا بارا، التي هي واحدة من الفنانين الذين وضعوا أساس الحركة المعروفة باسم Nueva Canción. وكانت قد أفرجت عن هذه الأغنية سنة 1966، كما كانت حاضرة في الألبوم الأخير بارا والذي نشر قبل انتحارها أو قتلها في عام 1967.
الأغنية هي واحدة من الأغاني الأكثر شهرة في جميع أنحاء العالم ولا تزال واحدة من أكثر الأغاني التي انتشرت وغطت أمريكا اللاتينية على مر التاريخ، وقد تم تجنيد الأغنية في قاعة المشاهير بجرامي اللاتينية في عام 2013.

## الإصدار
تم جلب الأغنية إلى الولايات المتحدة من طرف المغني الشعبي جوان بايز وذلك في عام 1974. كما سجلت المغنية الفنلندية أرجا سايجونما (بالإنجليزية: Arja Saijonmaa)‏ هذه الأغنية بمجموعة من اللغات على رأسها الفنلندية تحت عنوان (Miten voin kyllin kiittää) وكذلك السويدية تحت عنوان (Jag vill tacka livet). وقد حققت لها هذه الأخيرة نجاحا كبيرا وأصبحت واحدة من أكثر أغانيها المعروفة باللغة السويدية، كما قامت بتأديتها خلال جنازة الراحل أولوف بالمه في آذار/مارس من العام 1986. كما قامت ماري برغمان بتسجيل إصدار جديد من هذه الأغنية وكان هو الآخر باللغة السويدية لكنه حمل هذه المرة عنوان "Jag vill tacka livet" في ألبومها Hjärtats Lust وذلك في عام 1981. كما قام المغني/وكاتب الأغاني الكندي نانسي وايت بتسجيل ترجمة للأغنية باللغة الإنجليزية (مع إذن من الموسيقي الأرجنتيني وانر تشابل) وذلك في عام 1998.

## إصدرات مغنيي تشيلي

### الأغنية
تم تأدية أغنية شكرا للحياة من طرف مجموعة من مغنيي تشيلي المشهورين، وقد صدرت قبل أسبوع واحد من أغنية أخرى حملت اسم Que Cante La Vida والتي قام بتأديتها هي الأخرى العديد من الفنانين على رأسهم لويس فونسي، أما الهدف وراء إصدار هاتان الأغنيتان فكان جمع التبرعات الخيرية.

### الخلفية
تم الانتهاء من إنشاء الأغنية بتاريخ 22 أبريل 2010، لكنها أصدرت متأخرة نوعا ما وذلك حتى تاريخ 4 ماي 2010 بسبب تأخر المغنية الكولومبية شاكيرا في تحضير مقطع خاص لها تم إضافته لاحقا للأغنية.
قامت شركة وارنر ميوزيك بعملية نشر الأغنية في مجموعة من الأشكال سواء في أقراص مضغوطة أو تحت إصدار رقمي وقد أصبحت متاحة للكل في 4 مايو 2010، أما صافي الأرباح من عمليات البيع والشراء التي تلت الأغنية فقد ذهبت مباشرة إلى موئل من أجل الإنسانية، الأمر الذي يعمل على توفير المساكن للأسر المحتاجة في مختلف البلدان، بما في ذلك تشيلي.

### عملية التسجيل
قام المغني التشيلي بيتو كويفاس والزعيم السابق لجماعة La Ley بعملية التسجيل رفقة باقي الفنانين مثل المكسيكي فهر والإسباني ميغيل غونزاليس ثم الكولومبي جيانز حيث عملوا على إصدار نسخة جديدة حملت عنوان "Gracias a la Vida" وذلك قصد جمع المساعدات من أجل إعادة الإعمار بعد الزلزال المدمر الذي ضرب تشيلي سنة 2010 والذي وصلت قوته إلى 8.8 Mw.

### موسيقي تشيلي
- بيتو كويفاس
- فهر
- جيانز
- ميغيل غونزاليس
- أليخاندرو صانز
- لورا باوزيني
- مايكل بوبليه
- خوان لويس غيرا
- شاكيرا

### تفاصيل الإفراج عن الأغنية
| المنطقة          | تاريخ         | التسجيل            | الشكل          |
| ---------------- | ------------- | ------------------ | -------------- |
| تشيلي            | 4 مايو، 2010  | تسجيلات وارنر بروس | تحميل موسيقى   |
| تشيلي            | 4 مايو، 2010  | تسجيلات وارنر بروس | البث الإذاعي   |
| تشيلي            | 12 مايو، 2010 | تسجيلات وارنر بروس | أسطوانة منفردة |
| الولايات المتحدة | 4 مايو، 2010  | تسجيلات وارنر بروس | تحميل رقمي     |
| المكسيك          | 4 مايو، 2010  | تسجيلات وارنر بروس | تحميل رقمي     |
| أمريكا اللاتينية | 4 مايو، 2010  | تسجيلات وارنر بروس | تحميل رقمي     |